# Ultimate

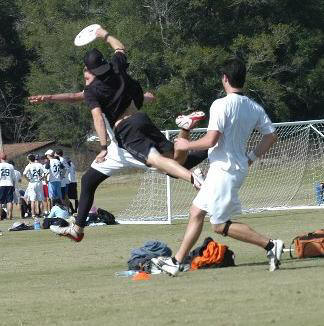
En Ultimate-match.

Ultimate, tidigare känt som ultimate frisbee, är en lagsport som spelas med en frisbee. Under spelet passas frisbeen mellan lagkamraterna, att springa med frisbeen är inte tillåtet. Mål görs genom att frisbeen fångas i ett målområde, likt en touch-down i amerikansk fotboll. Sporten spelas på tre underlag: Utomhus, inomhus och på sand. 
Sporten skapades 1968 av studenter vid Columbia High School i New Jersey. Då sporten skapades av individer i en tid av ifrågasättande av etablissemang och auktoriteter har detta kommit att påverka sportens utformning, framförallt i det att sporten saknar domare. Istället för domare är fair play, "spirit of the game", inskrivet i reglerna, och spelarna kan därmed döma själva. 
Termen frisbee används ofta för att beskriva alla typer av discar som kastas. Frisbee är dock varumärkesskyddat av Wham-O inc. och utövare av discsporter såsom Ultimate och Discgolf använder därför oftast ordet "disc". 

## Historia
Lagsporter med användande av discar fanns långt innan uppfinnandet av den första frisbeen. Vid Amherst College såväl som Kenyon College användes under tidigt 1940-tal kakformar som redskap i lekar med liknande regler som i amerikansk fotboll. Under mitten av 1960-talet bestämde sig några studenter vid Amherst College för att sammanställa de olika lekarna i en sport. Man tog inspiration från amerikansk fotboll, basket och fotboll, och reglerna sammanställdes till slut av några studenter vid Columbia high school, bland annat Joel Silver. Första matchen spelades 1968 mellan skolans elevråd och skoltidningen, där skoltidningen vann.
Sporten spreds sedan snabbt till andra skolor i området, och sedan till de universitet som de studerade vid. Den första turneringen spelades 1975 och arrangerades av Yale University. Vinnare blev Rutgers university. När studenterna åkte på utbyten eller reste tog de med sig sporten, och den spred sig snabbt till Europa och Asien. Svenska frisbeesportförbundet bildades 1974, Japans frisbeeförbund 1975 och Australiens frisbeeförbund 1976. Det första europeiska mästerskapet hölls 1980 i Paris, Finland vann detta mästerskap, medan Sverige placerade sig på tredje plats.

## Förbundsorganisation
Sedan bildandet 1974 organiseras ultimate i Sverige av Svenska Ultimate Förbundet, SUF, vilket är en av tre frisbeesporter som utgör grenförbund i det större Svenska Frisbeesportförbundet, SFF. De två övriga grenförbunden är Discgolfförbundet, som organiserar frisbeegolf, och Allroundförbundet, som organiserar övriga frisbeesporter. SFF tillhör sedan 1984 Riksidrottsförbundet.
Internationellt bildades 1981 European Flying Disc Federation, EFDF, och 1984 bildades World Flying Disc Federation, WFDF. Båda förbunden verkar för utvecklandet och spridningen av samtliga frisbeesporter.
2009 skapades European Ultimate Federation, EUF, vars syfte är att endast organisera ultimate i Europa. Anledningen var att sporten dels växt mycket och krävde ett eget förbund, och dels att ultimate organiseras olika i olika länder. I exempelvis Norge är ultimate inte en del av ett förbund med de övriga frisbeesporterna, utan organiseras tillsammans med amerikanska idrotter. EUF tillhör i sin tur EFDF.
2015 erkändes WFDF av IOK, men har hittills inte varit en av sporterna vid de Olympiska spelen.

## Regler

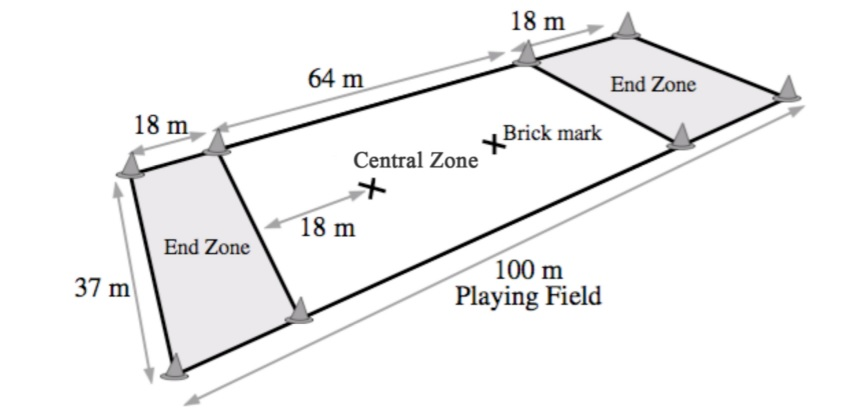
Spelplan för Ultimate
Översättning:
End zone - målzon
Brick mark - brick-punkt

Ett lag gör ett mål genom att fånga discen i motståndarlagets målzon. Man är 7 spelare på plan per lag, och byten kan endast ske mellan mål.
Varje poäng börjar med att varje lag står i sin egen målzon. Laget som senast gjorde mål spelar försvar. Det laget kastar discen mot den andra målzonen (ett "avkast"). Så fort avkastet gjorts är alla fria att röra sig som de vill. Laget som tar emot kallas det anfallande laget, och dessa börjar spela därifrån avkastet landar, eller om de fångar avkastet i luften.
Den som håller i discen får inte springa med den, och är därför tvungen att förlita sig på att lagkamraterna gör löpningar för att kunna få passningar. Mål görs genom att en pass fångas i motståndarens målzon. 
Ultimate är inte en kontaktsport, och det försvarande laget kan därför endast få discen på tre sätt. Det första är om det anfallande laget kastar discen i marken eller så att den landar utanför plan. Det andra sättet är att avbryta en pass i luften genom att fånga den eller slå den till marken. Det tredje sättet är genom "stall-out", att någon av de försvarande spelarna räknar från 1 till 10. När man når siffran 10 utan att discen passats läggs discen på marken. 
När det blir mål stannar spelet, och det lag som just gjort mål förbereder sig för att göra sitt avkast. När detta sker byter lagen även sida. Anledningen till detta är att till skillnad från många bollsporter är discen väldigt känslig för vind, och motvind och medvind behöver därför bytas ofta.

### Fair play
Ultimate är en sport utan domare som bygger på fair play. Det är spelarna själva som agerar som domare. Detta har även kommit till att bli en del av sportens varumärke.